# Moriyama (Shiga)
Moriyama (守山市 Moriyama-shi?) es una ciudad localizada en la prefectura de Shiga, Japón. En junio de 2019 tenía una población de 82.399 habitantes y una densidad de población de 1.478 personas por km². Su área total es de 55,74 km².

## Geografía

### Localidades circundantes
- Prefectura de Shiga
  - Kusatsu
  - Rittō
  - Yasu

## Demografía
Según datos del censo japonés, la población de Moriyama ha aumentado en los últimos años.
| Año del censo | Población |
| ------------- | --------- |
| 1995          | 61.859    |
| 2000          | 65.542    |
| 2005          | 70.823    |
| 2010          | 76.560    |
| 2015          | 79.859    |